# Sedum brissemoretii
Sedum brissemoretii é uma espécie de planta com flor pertencente à família Crassulaceae. 
A autoridade científica da espécie é Raym.-Hamet, tendo sido publicada em Bull. Soc. Bot. France 72: 77, 81. 1925.

## Portugal
Trata-se de uma espécie presente no território português, nomeadamente no Arquipélago da Madeira.
Em termos de naturalidade é endémica da região atrás referida.

## Protecção
Encontra-se protegida por legislação portuguesa ou da Comunidade Europeia, nomeadadamente pelo Anexo II e IV da Directiva Habitats.